# Mezőgazdasági Múzeum Füzetei
A Mezőgazdasági Múzeum Füzetei a Magyar Mezőgazdasági Múzeum egyik kiadványsorozata volt.

## Története
Az 1896-ban alapított Magyar Mezőgazdasági Múzeum a kezdetektől adott ki különböző füzeteket, albumokat, egyéb kiadványokat. Ezek közé tartozott a Mezőgazdasági Múzeum Füzetei is. A sorozatot 1957-ben indította meg még Mezőgazdasági Múzeumi Füzetek néven S. Szabó Ferenc, a múzeum igazgatója. Tőle a második füzettől utóda, Matolcsi János vette át a szerkesztést. A sorozat 1964-ig élt, és 22 számozott füzete jelent meg, és két első füzete volt. Ennek oka a sorozatcím kismértékű változása lehetett (Múzeumi füzetek – Múzeum füzetei), azonban a többi kiadványon ezt nem követték, és a számozás a régebbit folytatta. 
Rövid, 40-50 oldalas kiadványok voltak ezek, amelyek a múzeumhoz és/vagy a mezőgazdasághoz kapcsolódó témaköröket dolgoztak fel. Áruk megjelenésük idején 1-8 Forint között mozgott. A füzetek nagy népszerűségnek örvendtek az olvasóközönség körében. Egyes füzetek több (néha 3-4.) kiadásban is megjelentek.

## A sorozat részei
| Kötetszám | Szerző                        | Cím                                                                | Kiadási év                       |
| --------- | ----------------------------- | ------------------------------------------------------------------ | -------------------------------- |
| 1. (I.)   | S. Szabó Ferenc               | A hatvanéves Mezőgazdasági Múzeum                                  | 1957                             |
| 1. (II.)  | Éber Ernő                     | A törpebuzától a bánkuti buzáig                                    | 1959                             |
| 2.        | Khin Antal                    | A magyar vizák története                                           | 1957                             |
| 3.?       | Hankó Béla                    | A magyar házi szarvasmarhánk eredete                               | 1957                             |
| 4.        | Tilkovszky Loránt             | Balásházy János, a magyar agrárfejlődés úttörője 1797–1857         | 1958                             |
| 5.        | Barbarits Lajos               | Mezőgazdaságunk gépesítésének kezdetei                             | 1958                             |
| 6.        | Takács Imre                   | A Magyar Mezőgazdasági Múzeum rövid története                      | 1959                             |
| 7.        | Nyékes István                 | Nagy szőllőnemesítőnk: Mathiász János: 1838-1958                   | 1958                             |
| 8.        | Kovács Miklós                 | Régmúlt idők méhészete                                             | 1959                             |
| 9.        | Barbarits Lajos               | A cséphadarótól a kombájnig                                        | 1959                             |
| 10.       | Nyékes István                 | Budapest mezőgazdasága                                             | 1959                             |
| 11.       | Szabó Miklós                  | Tessedik Sámuel élete és munkássága                                | 1960                             |
| 12.       | Éber Ernő                     | Széchenyi a gazda és agrárpolitikus                                | 1960                             |
| 13.       | Barbarits Lajos               | A gőzekeszántás története                                          | 1960                             |
| 14.       | Mártha Zsuzsanna              | A mesterséges keltetés története                                   | 1960                             |
| 15.       | Kovács Miklós                 | A magyar tarka szarvasmarha története                              | 1960                             |
| 16.       | Khin Antal                    | A Velencei-tó halászata                                            | 1960                             |
| 17.       | Patay Árpád                   | Az alföldi borvidék vázlatos története                             | 1960                             |
| 18.       | Matolcsi János – Orbán László | A Magyar Mezőgazdasági Múzeum épülete – a budapesti Vajdahunyadvár | 1961                             |
| 19.       | Takács Imre                   | A Magyar Mezőgazdasági Múzeum rövid története                      | 1962. (a 6. füzet újabb kiadása) |
| 20.       | Kovács Miklós                 | Szarvasmarhatenyésztési kiállítás                                  | 1962                             |
| 21.       | Pál Istvánné                  | Takarmánykiállítás                                                 | 1962                             |
| 22.       | Orbán László                  | Vadászati kiállítás                                                | 1964                             |